# فلاي شام
فلاي شام هي شركة طيران سورية خاصة أعلن عن تأسيسها بعام 2025.

## التاريخ
أطلقت الشركة في مايو 2025 بشراكة بين سوريا والإمارات العربية المتحدة. في 11 يونيو 2025 ، أطلقت فلاي شام للطيران رحلتها الافتتاحية في 11 يونيو من مطار دمشق الدولي إلى مطار زايد الدولي بأبو ظبي عاصمة الإمارات العربية المتحدة. 

## الوجهات
الوجهات التي تخدمها فلاي شام بعام 2025:
| الدولة                   | المدينة      | المطار              | ملاحظة         | مرجع |
| ------------------------ | ------------ | ------------------- | -------------- | ---- |
| العراق                   | بغداد        | مطار بغداد الدولي   |                |      |
| العراق                   | أربيل        | مطار أربيل الدولي   |                |      |
| الكويت                   | مدينة الكويت | مطار الكويت الدولي  |                |      |
| سلطنة عمان               | مسقط         | مطار مسقط الدولي    |                |      |
| سوريا                    | حلب          | مطار حلب الدولي     | محور خطوط جوية |      |
| سوريا                    | دمشق         | مطار دمشق الدولي    | محور خطوط جوية |      |
| الإمارات العربية المتحدة | أبو ظبي      | مطار زايد الدولي    |                |      |
| الإمارات العربية المتحدة | دبي          | مطار دبي الدولي     |                |      |
| الإمارات العربية المتحدة | الشارقة      | مطار الشارقة الدولي |                |      |

## الأسطول
الأسطول الذي تشغله فلاي شام اعتبارا من يونيو 2025:
| الطائرة        | في الخدمة | مطلوبة | الركاب     | الركاب | الركاب  | ملاحظة |
| الطائرة        | في الخدمة | مطلوبة | رجال أعمال | سياحية | المجموع | ملاحظة |
| -------------- | --------- | ------ | ---------- | ------ | ------- | ------ |
| إيرباص إيه 320 | 4         | —      | 8          | 156    | 164     |        |
| المجموع        | 4         | —      |            |        |         |        |

## روابط خارجية
- الموقع الرسمي